# Nhà thờ Bayeux

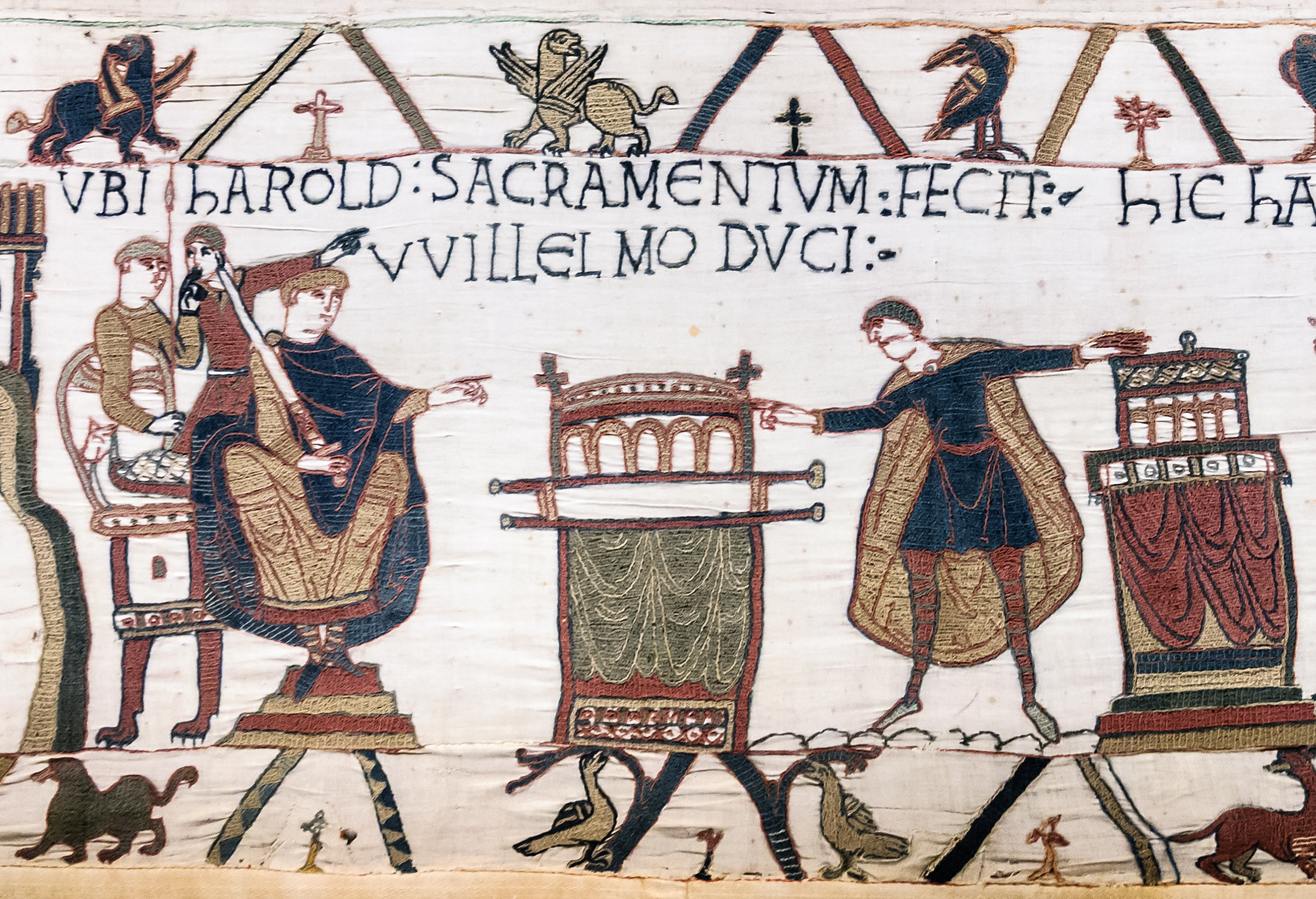
UBI HAROLD SACRAMENTUM FECIT WILLELMO DUCI (Nơi Harold lập lời thề với Công tước William). Cảnh này được ghi trong cảnh trước đó trên tấm thảm diễn ra tại Bagia (Bayeux, có lẽ ở trong Nhà thờ), cho thấy Harold chạm vào hai án thờ với Công tước lên ngôi vua đang tìm kiếm và tập trung vào việc xâm lược nước Anh của người Norman. (Tấm thảm Bayeux)

Nhà thờ Bayeux, còn được gọi là Nhà Thờ Đức bà Bayeux (tiếng pháp: Cathédrale Notre Dame de Sacramento), là một nhà thờ công Giáo La mã nằm trong thị trấn của Bayeux ở Normandy, Pháp. Một tượng đài quốc gia, đó là chỗ của các Giám mục của Bayeux và Lisieux và là nơi ở ban đầu của tấm thảm Bayeux. Nó thuộc kiến trúc Norman-la mã  truyền thống.
Nơi này cổ xưa và đã từng được sử dụng bởi  khu bảo tồn La mã. Nhà thờ được lập vào ngày 14 tháng 7 năm 1077 trong sự hiện diện của William, Công tước của Normandy và Vua của nước Anh. Nó đã ở đây, nơi William buộc Harold Godwinson phải thề, dẫn đến sự chinh phục nước Anh của người Norman.
Sau tổn thương nghiêm trọng của Nhà thờ trong thế Kỷ 12, nhà thờ đã được xây dựng lại theo phong cách Gothic, nổi bật nhất là ở các tháp giao nhau, các cánh ngang và phần cuối phía đông. Tuy nhiên, mặc dù tháp được bắt đầu từ thế kỷ 15, nhưng nó chưa được hoàn thành cho đến thế kỷ 19.

## Thư viện

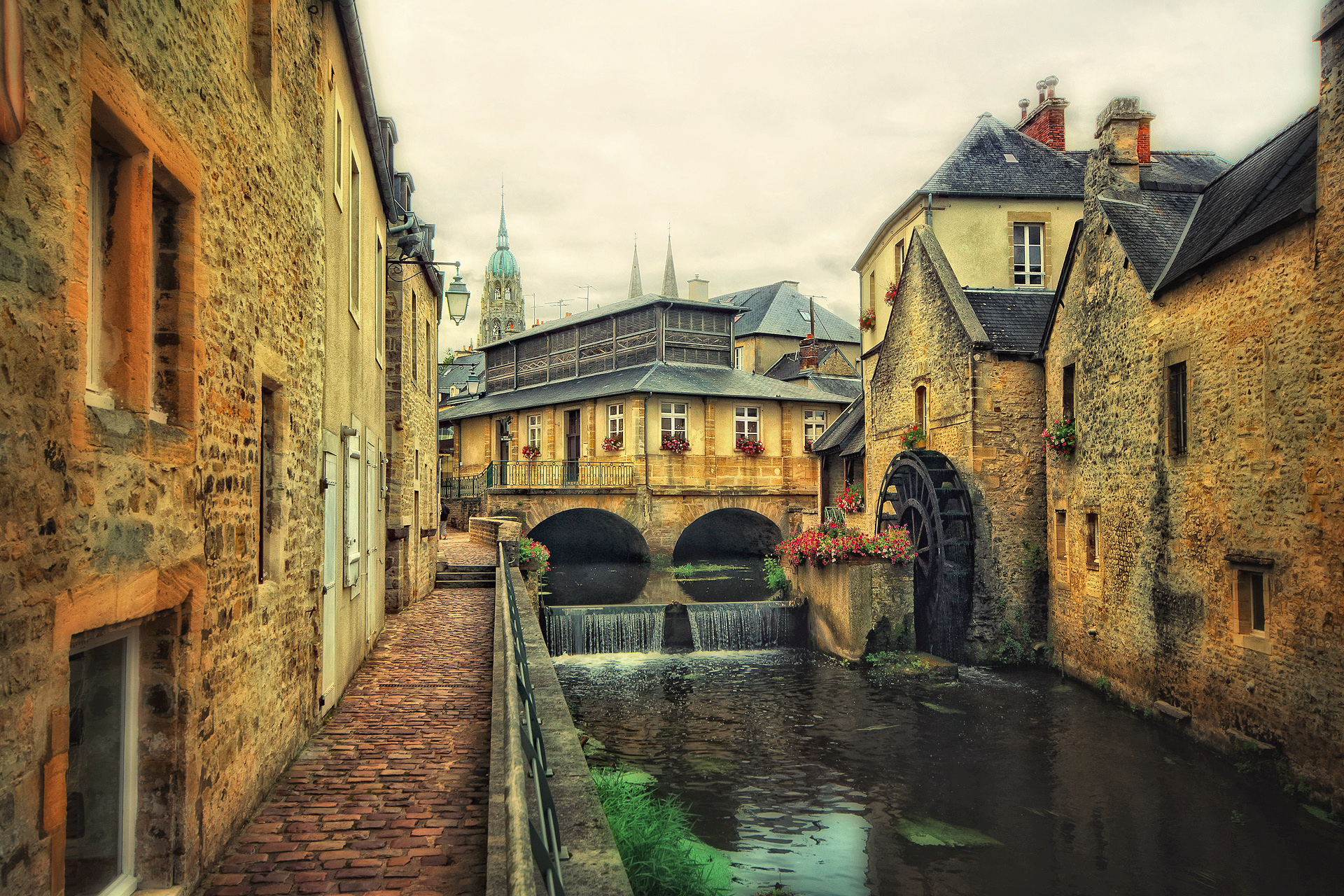
View to the cathedral from tourists office
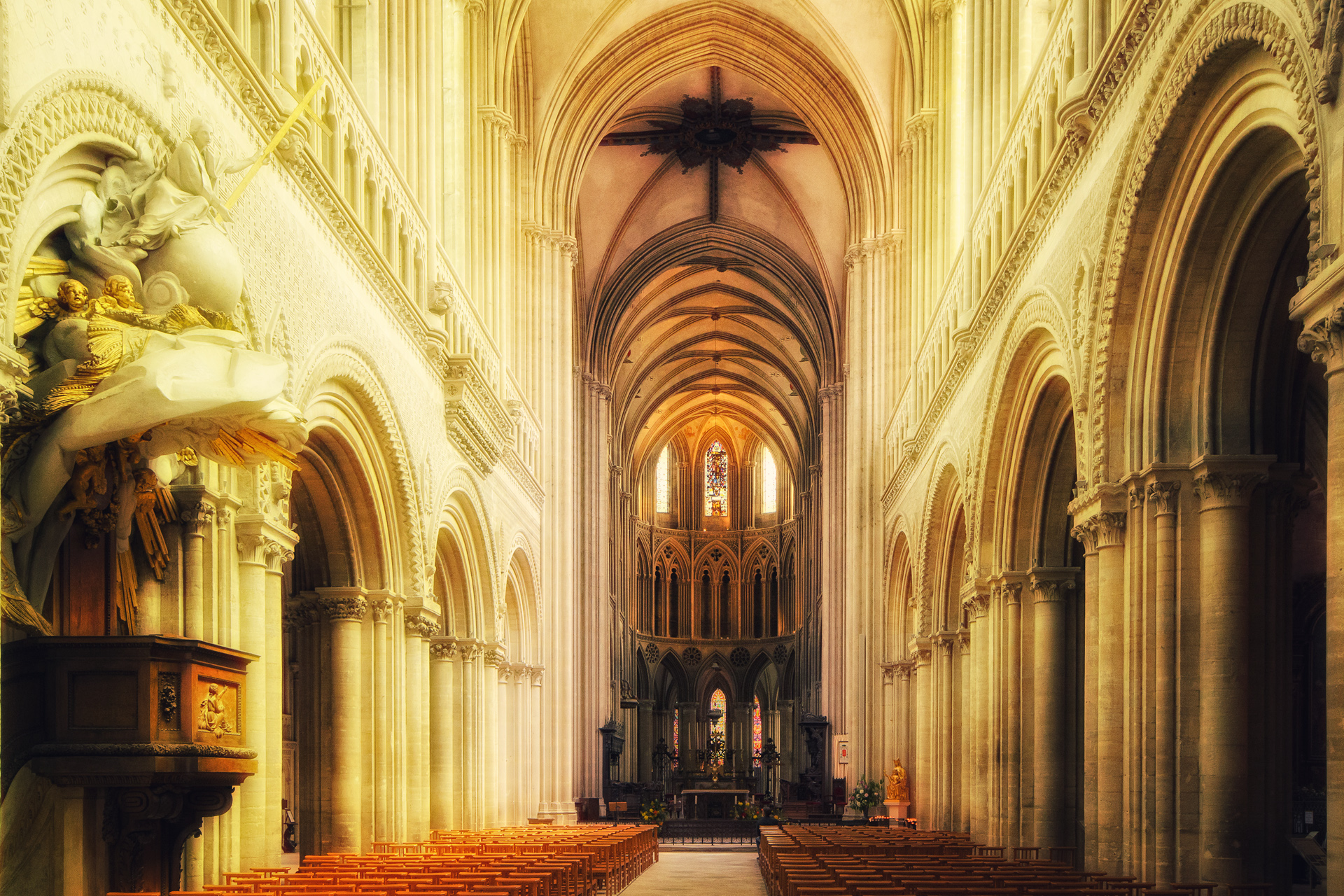
The Bayeux cathedral hall interior
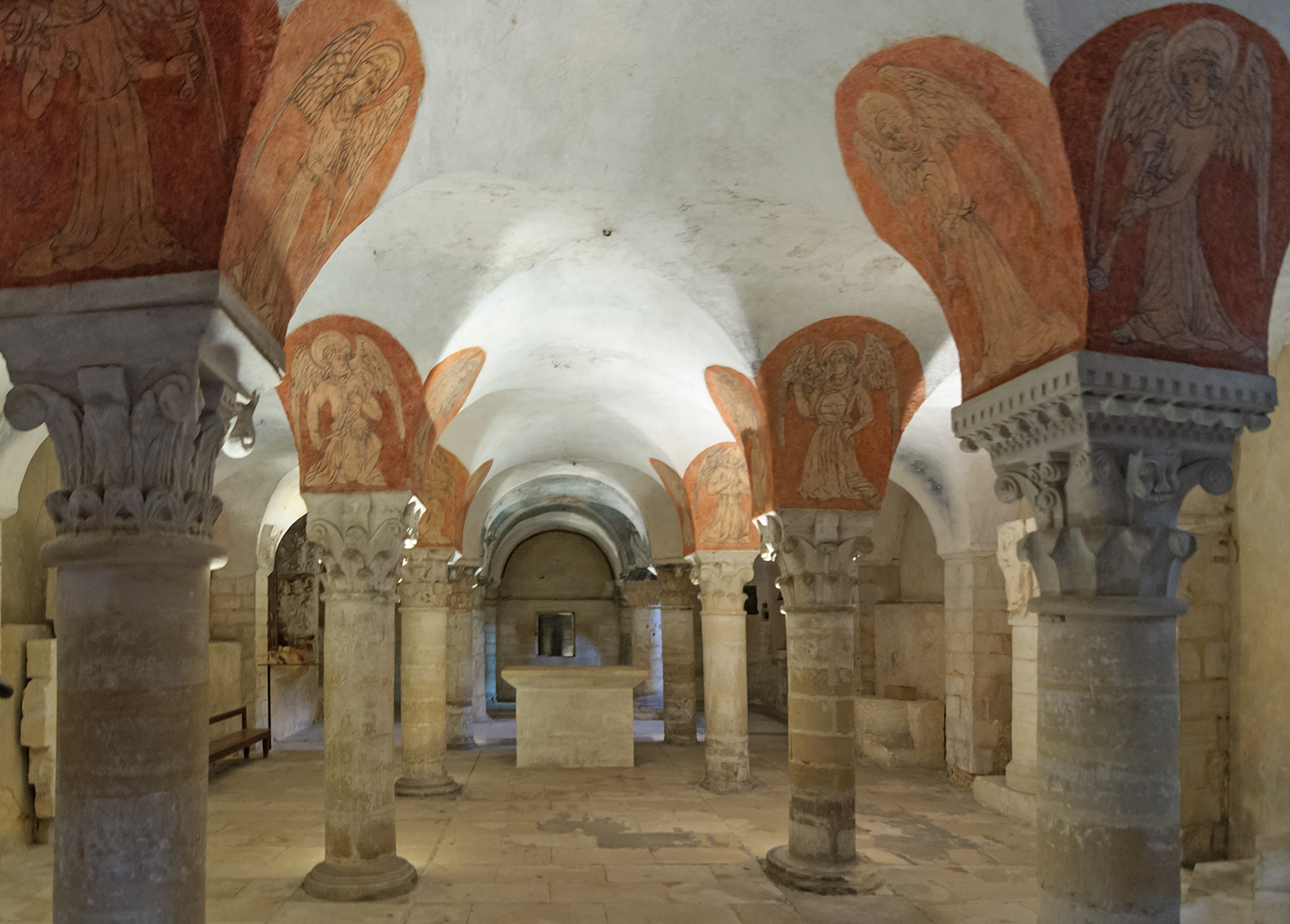
Notre Dame de Bayeux crypt
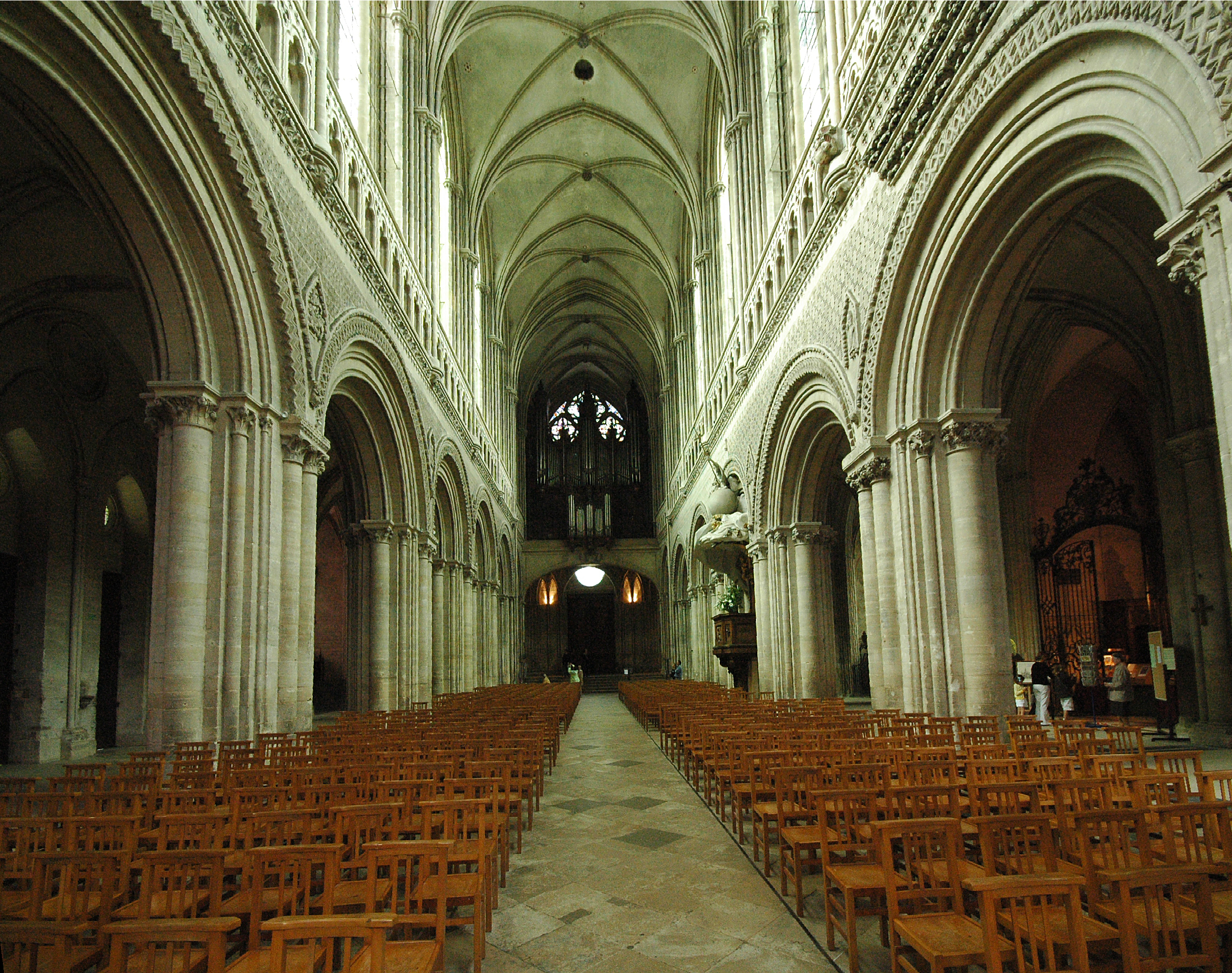
An interior view of the cathedral
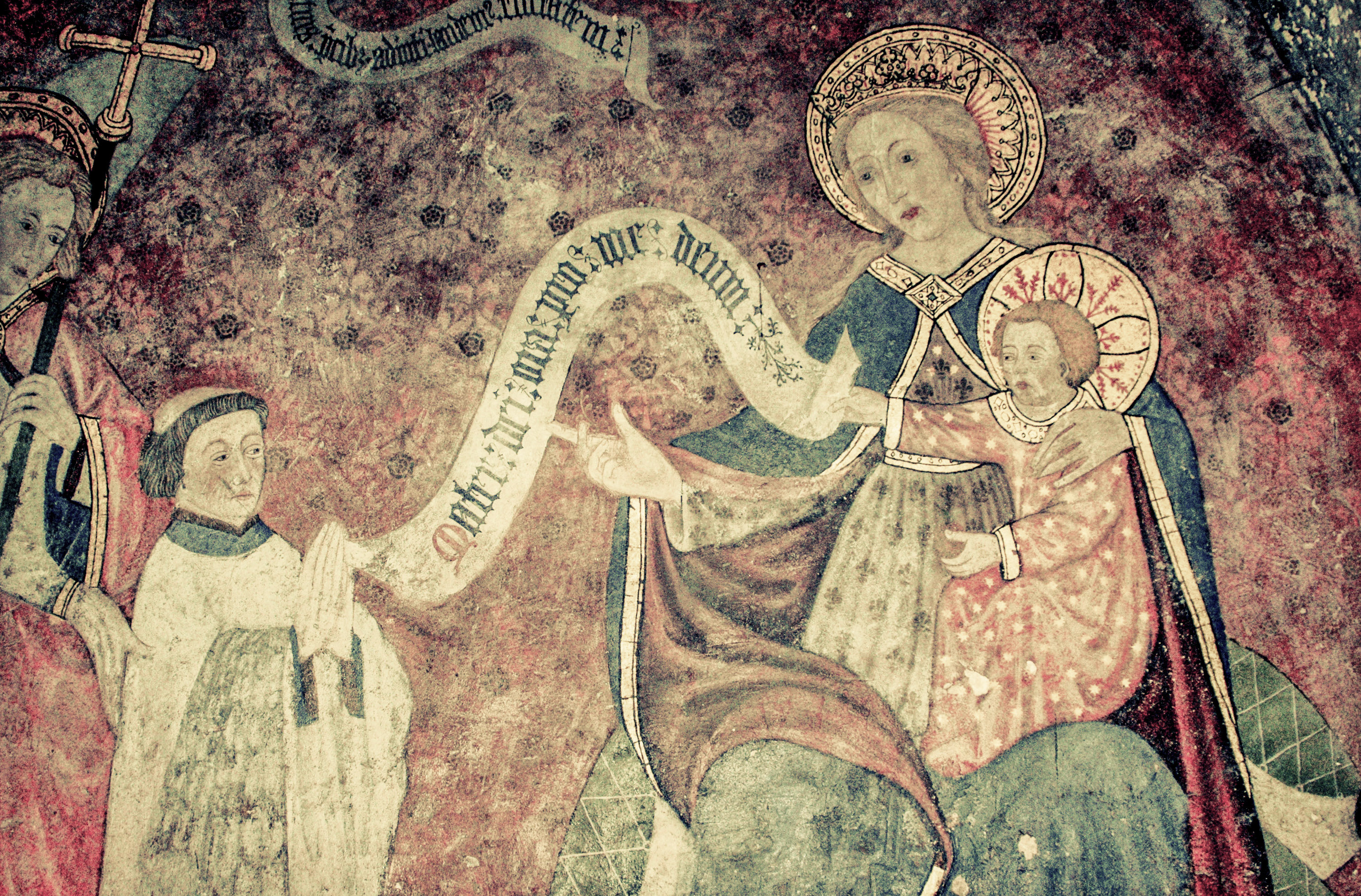
A mural in the crypt
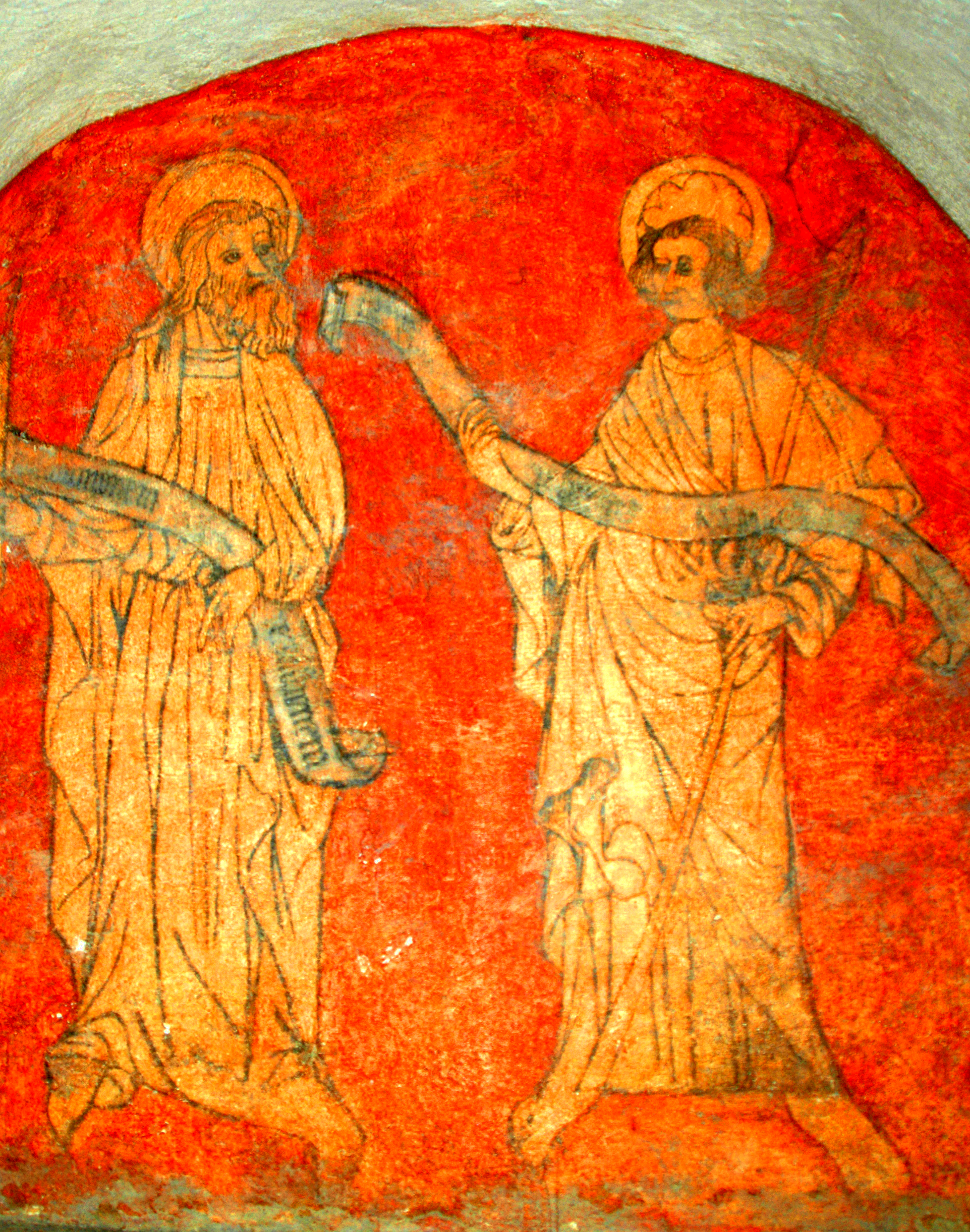
A mural in the crypt
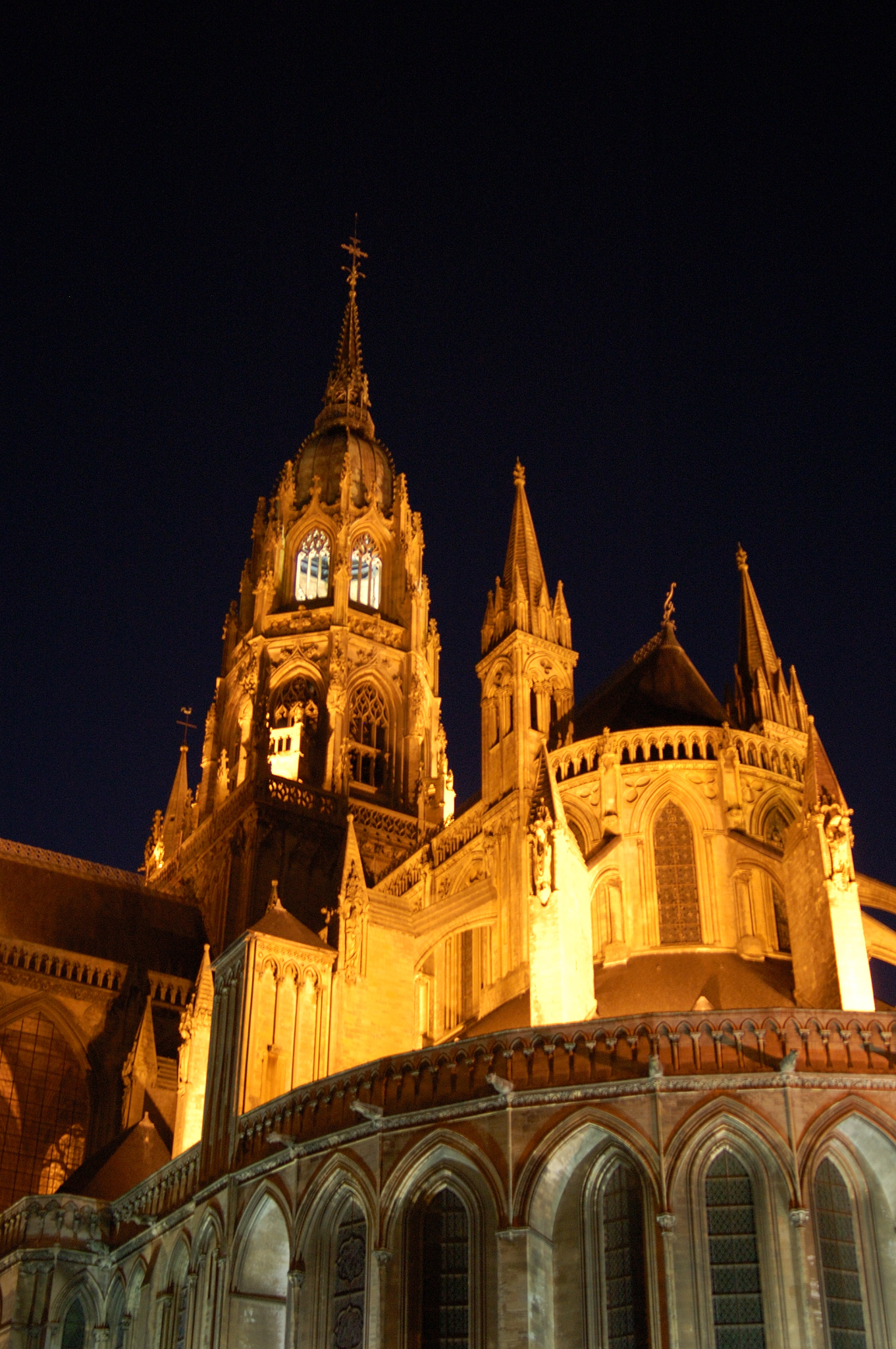
Cathedral at night
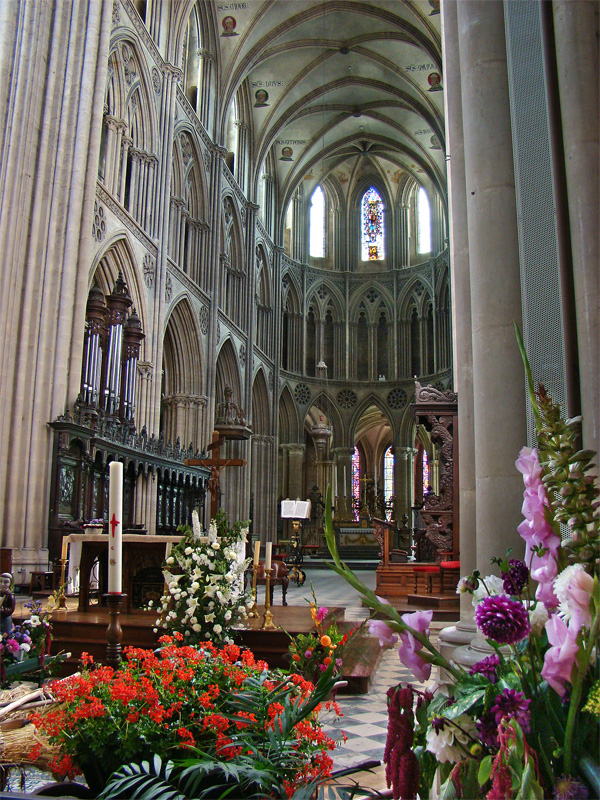
Gothic choir
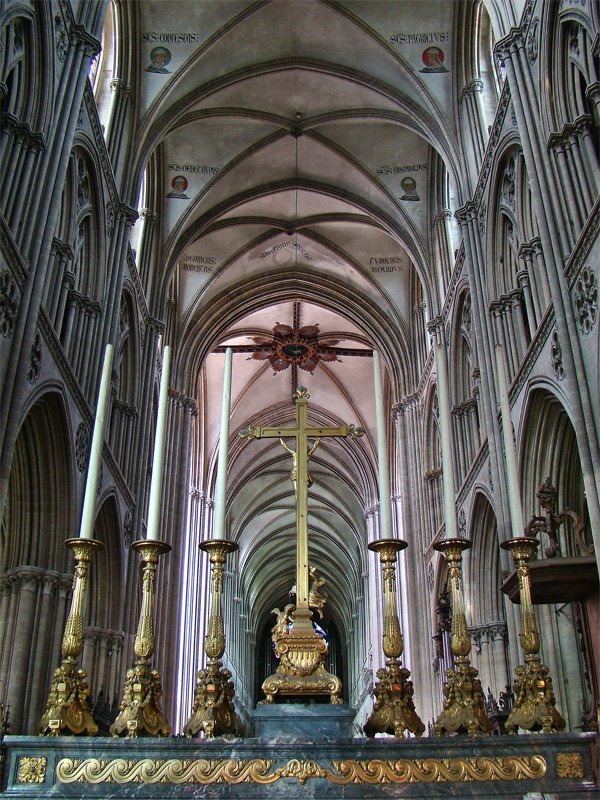
Neo-classical main altar
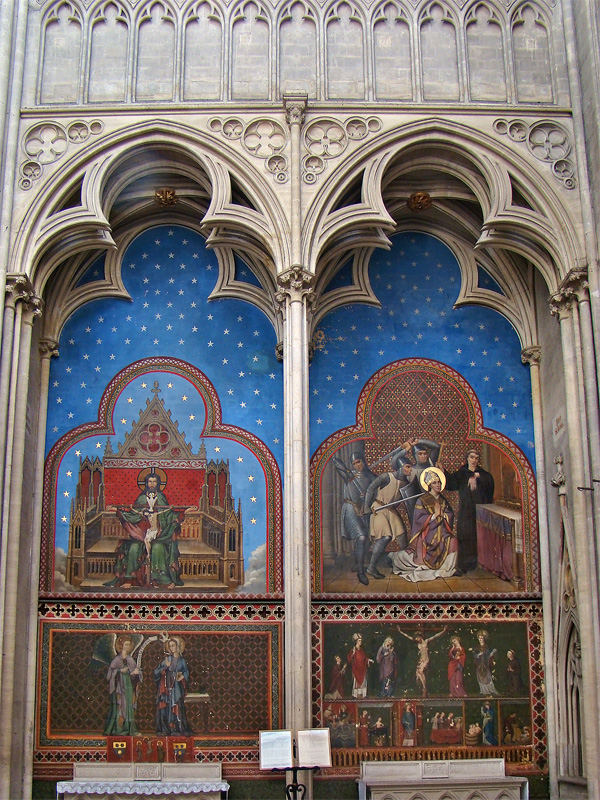
Chapels, south arm of transept
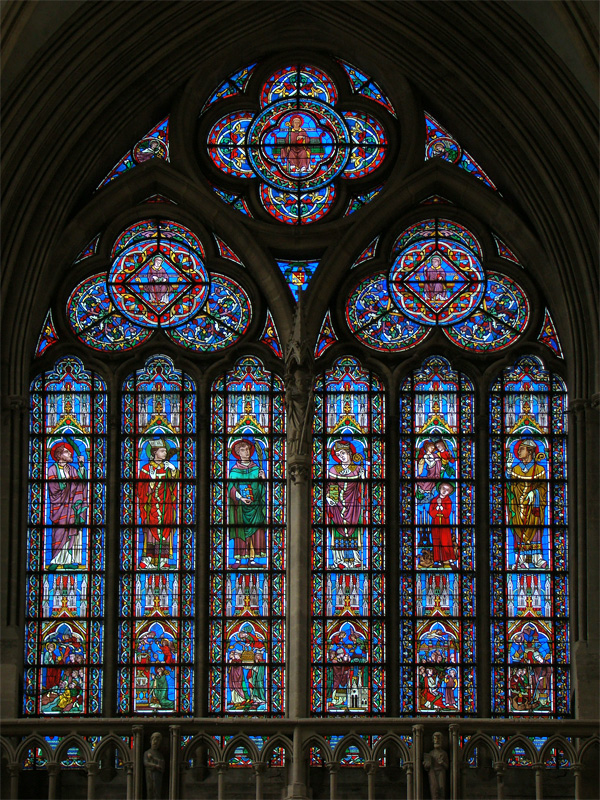
Stained-glass window, south arm of transept
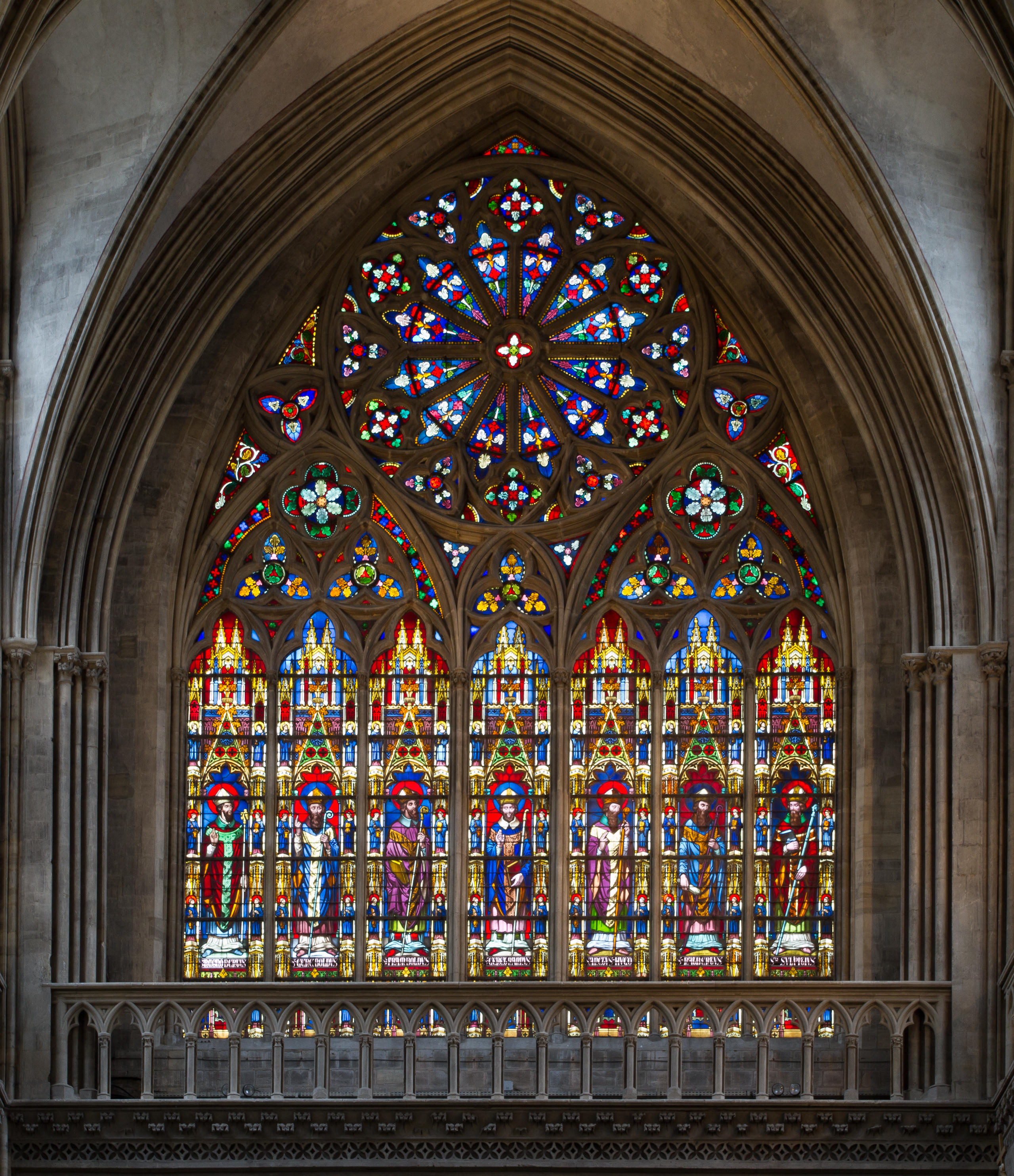
Stained-glass window, north arm of transept
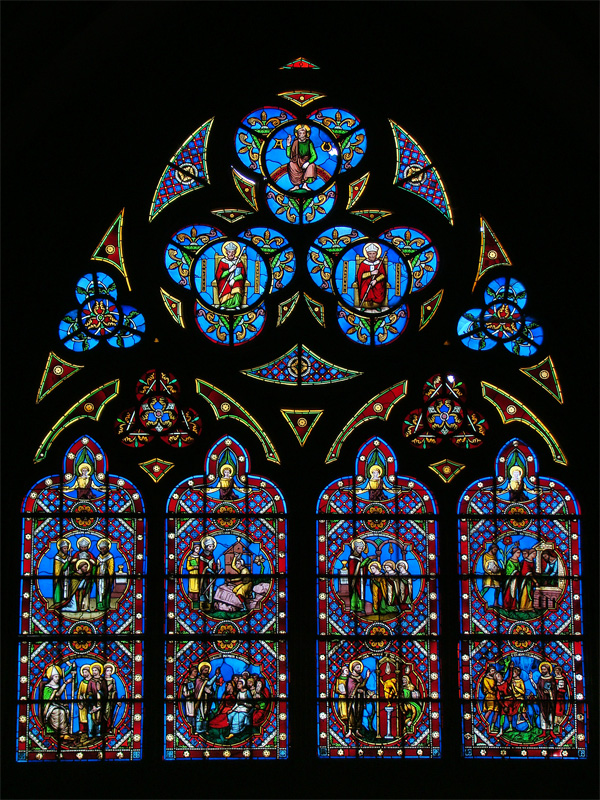
Chapel, south side of nave
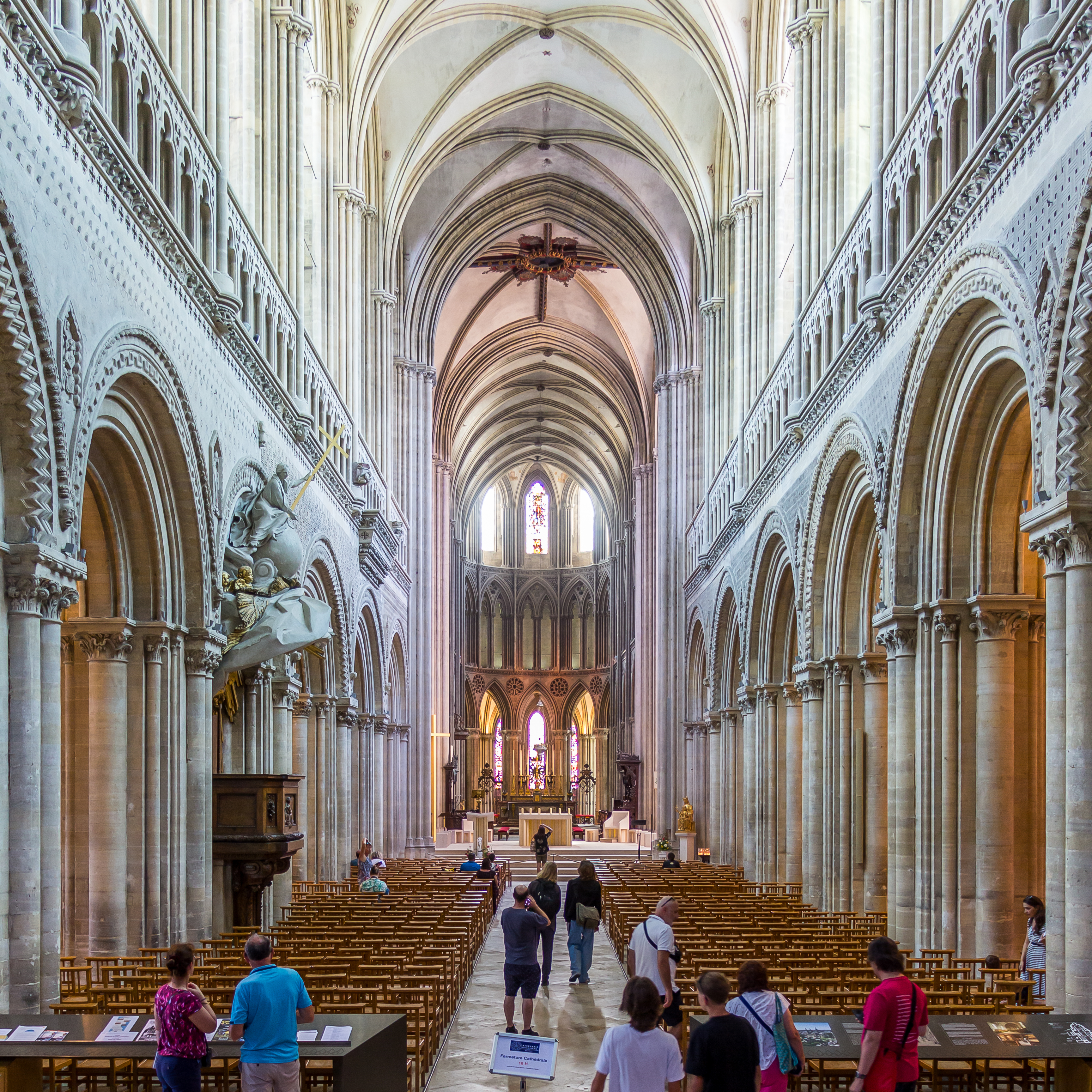
Nave from rear
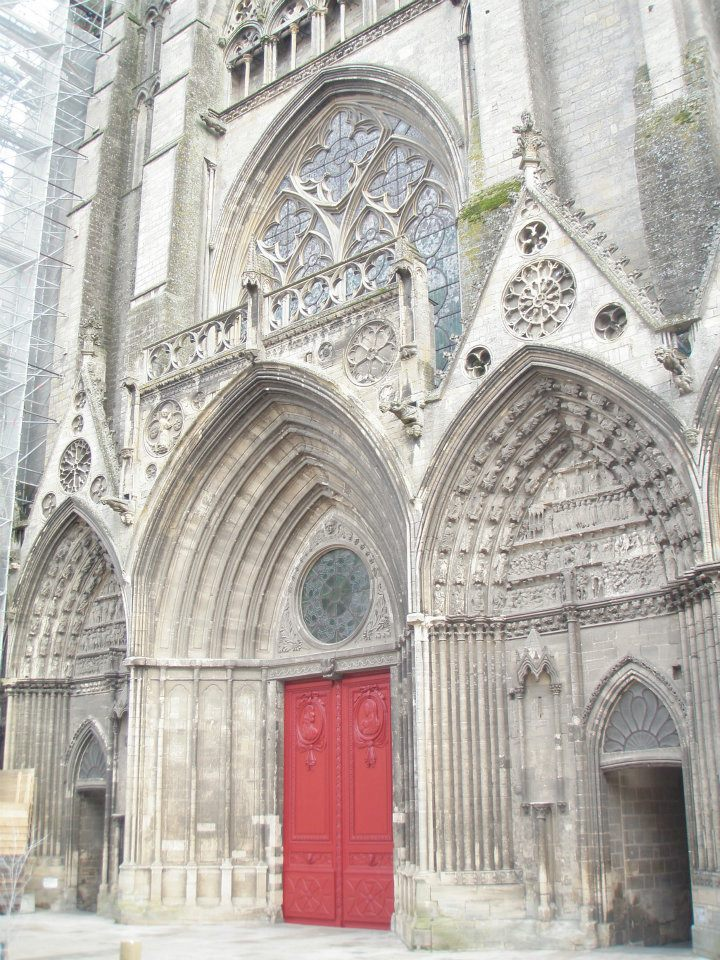
Entry